# Norwich St Paul
Norwich St Paul var en civil parish fram till 1890 då den blev en del av Norwich, i grevskapet Norfolk, i England. Denna civil parish hade 2 690 invånare år 1881.